# Riserva naturale di Nomentum

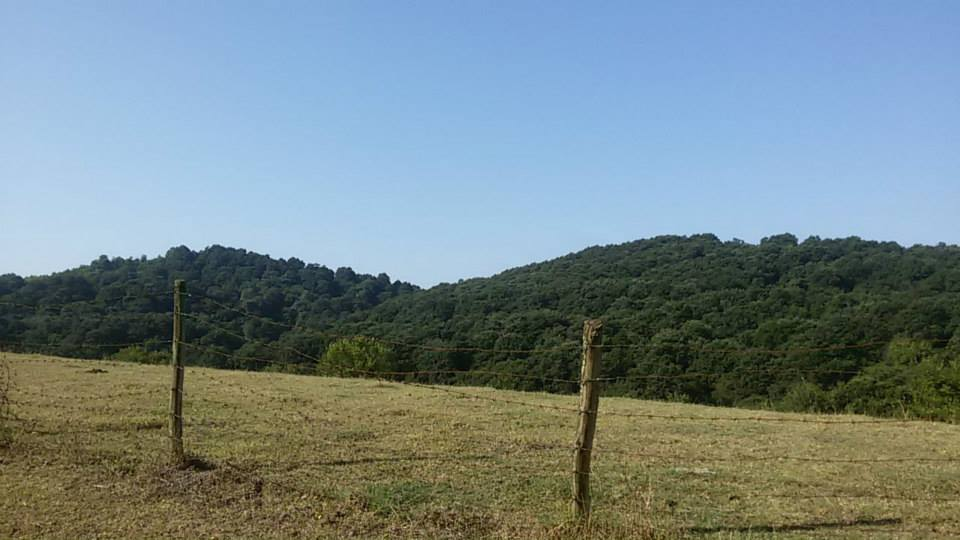
Uno dei boschi situati all'interno della riserva

La Riserva Naturale di Nomentum è un'area naturale protetta situata tra Mentana, Fonte Nuova e Monterotondo, in provincia di Roma.

## Territorio
La Riserva è estesa per 850 ettari circa ed è stato istituito con la L. R. 29/97. Al suo interno sono racchiusi piccoli frammenti boschivi (Bosco Trentani, Macchia Mancini, ecc.) che si alternano a coltivi e zone urbane. Il perimetro della Riserva infatti racchiude anche il centro storico di Mentana, dove è presente il Museo Nazionale della Campagna dell’Agro Romano per la liberazione di Roma, realizzato nel 1905 in memoria dei volontari garibaldini caduti nel corso della battaglia di Mentana del 3 novembre 1867.
La Riserva è attraversata dalla Via Nomentana.
Il territorio si trova a un'altitudine compresa fra i 60 ed i 200 metri sul livello del mare. I terreni si sono originati nel periodo plio-pleistocenico, terreni composti essenzialmente da sabbie ed argille, posti sopra le argille azzurre plioceniche, queste site nella parte a sud del parco. A tratti affiorano strati di tufo provenienti dai vulcani de La Storta e del Vulcano Laziale. In alcune valli vi sono sedimenti alluvionali di tipo limo-argilloso.

## Flora
Il bosco è prevalentemente rappresentato dalla cerreta, formazione che vede il cerro come specie dominante, accompagnato da farnetto, carpino orientale, orniello e corniolo. Nel sottobosco possiamo osservare il pungitopo, protetto dalla Direttiva “Habitat” (All. 5), il ciclamino primaverile e il ciclamino napoletano, protetti dalla CITES (All. B).
Nella Riserva sopravvive ancora un lembo di querceto igrofilo a farnia.

## Fauna

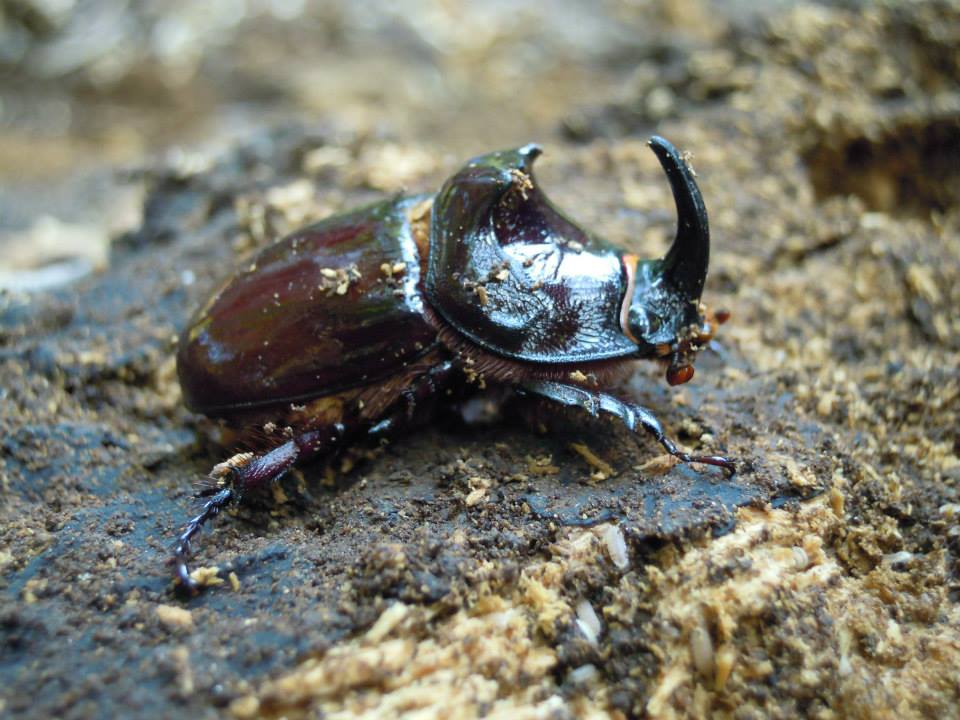
Un maschio di scarabeo rinoceronte fotografato all'interno del parco

Per quanto riguarda la fauna si possono osservare molte specie di uccelli quali il picchio verde e il picchio rosso maggiore, e rettili come il biacco e il saettone. Nelle zone umide si rinvengono anfibi come la rana appenninica e le rane verdi del genere Pelophylax.